# San Benigno Canavese
San Benigno Canavese é uma comuna italiana da região do Piemonte, província de Turim, com 5.615 habitantes (2011). Estende-se por uma área de 22,19 km², tendo uma densidade populacional de 252 hab/km². Faz fronteira com Foglizzo, Bosconero, Montanaro, Lombardore, Chivasso, Volpiano.

## Demografia
| Variação demográfica do município entre 1861 e 2011                               |
|                                                                                   |
| Fonte: Istituto Nazionale di Statistica (ISTAT) - Elaboração gráfica da Wikipedia |